# Alexander von Lersner
Alexander David Karl Freiherr von Lersner (* 15. Juli 1856 in Frankfurt am Main; † 24. Dezember 1940) war ein deutscher Architekt.

## Leben
Alexander von Lersner studierte am Polytechnikum Karlsruhe und am Polytechnikum Dresden als Schüler von Josef Durm, Karl Weißbach und Ernst Giese. In Karlsruhe wurde er Mitglied des Corps Bavaria. 1886 bis 1887 war er am Heidelberger Schlossbaubüro tätig. Er war königlich preußischer Leutnant der Landwehr. Im Anschluss folgten Studienreisen nach Italien. Oktober 1887 bis Mai 1893 war er in Berlin tätig. Ab 1893 arbeitete er als selbstständiger Architekt in Frankfurt am Main. Er ist im Familiengrab der Familie von Lersner auf dem Frankfurter Hauptfriedhof begraben.

## Familie
Alexander von Lersner war der sechste Sohn des k.u.k. Rittmeisters Carl Wilhelm Heinrich (seit 12. November 1881 Freiherr von) Lersner (* 23. Juli 1809 in Nieder-Erlenbach; † 18. Juli 1892 ebenda) und dessen Frau Eleonore Maria Aloisia Kletzl Edle von Mannen (* 28. März 1821 in Wien; † 1. März 1895 in Frankfurt am Main) (Hochzeit war am 11. August 1841 in Preßburg).
Alexander von Lersner heiratete am 26. Mai 1896 Bertha Karoline Henriette Freiin von Woelwarth a.d.H. Lauterburg (* 29. Mai 1865; † 1925). Aus der Ehe ginge drei Kinder hervor:
- Heinrich Ludwig Georg Wilhelm Freiherr von Lersner (* 25. Mai 1897; † 1917 im Luftkampf)
- Karl Alexander Wolf Eduard Ferdinand Freiherr von Lersner (* 1. Juli 1898 in Frankfurt am Main; † 1943)
- Albert Achilles August Karl Freiherr von Lersner (* 13. August 1900 in Frankfurt am Main)

Sein Großvater war der großherzoglich hessische Kämmerer und Kammerrat Karl Ludwig von Lersner (* 27. Juli 1777 in Nieder-Erlenbach; † 8. Mai 1847 ebenda) und dessen Frau Augusta Wilhelmine Helene Freiin du Bos du Thil (* 2. Mai 1781 in Braunfels; † 18. Oktober 1854 in Nieder-Erlenbach) (Hochzeit in Braunfels am 22. Juli 1802).

## Werk (unvollständig)
- 1884: eigenes Wohnhaus in Frankfurt am Main, Blumenstraße 7
- 1896/1897: Damenstift der Cronstetten- und Hynspergischen evangelischen Stiftung in Frankfurt am Main, Lindenstraße 27
- 1898: Mehrfamilienwohnhaus in Frankfurt am Main, Sömmeringstraße 16
- 1907: Wohn- und Geschäftshaus in Frankfurt am Main, Braubachstraße 24
- 1909: Wohn- und Geschäftshaus in Frankfurt am Main, Braubachstraße 26
- 1910: Pfarrhaus für die evangelische Weißfrauengemeinde in Frankfurt am Main, Gutleutstraße 121
- 1913: Wohn- und Geschäftshaus in Frankfurt am Main, Braubachstraße 28

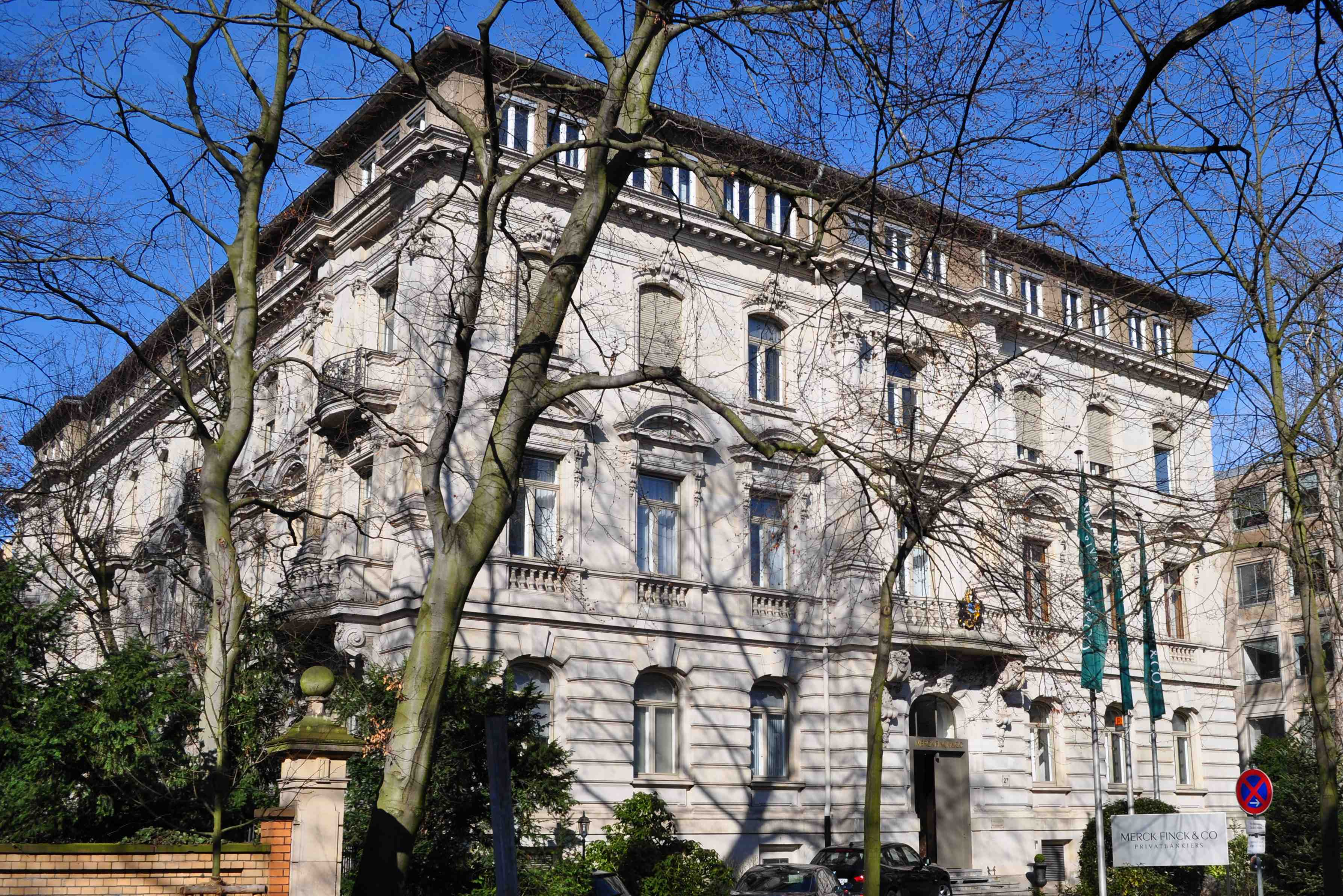
Haus Lindenstraße 27
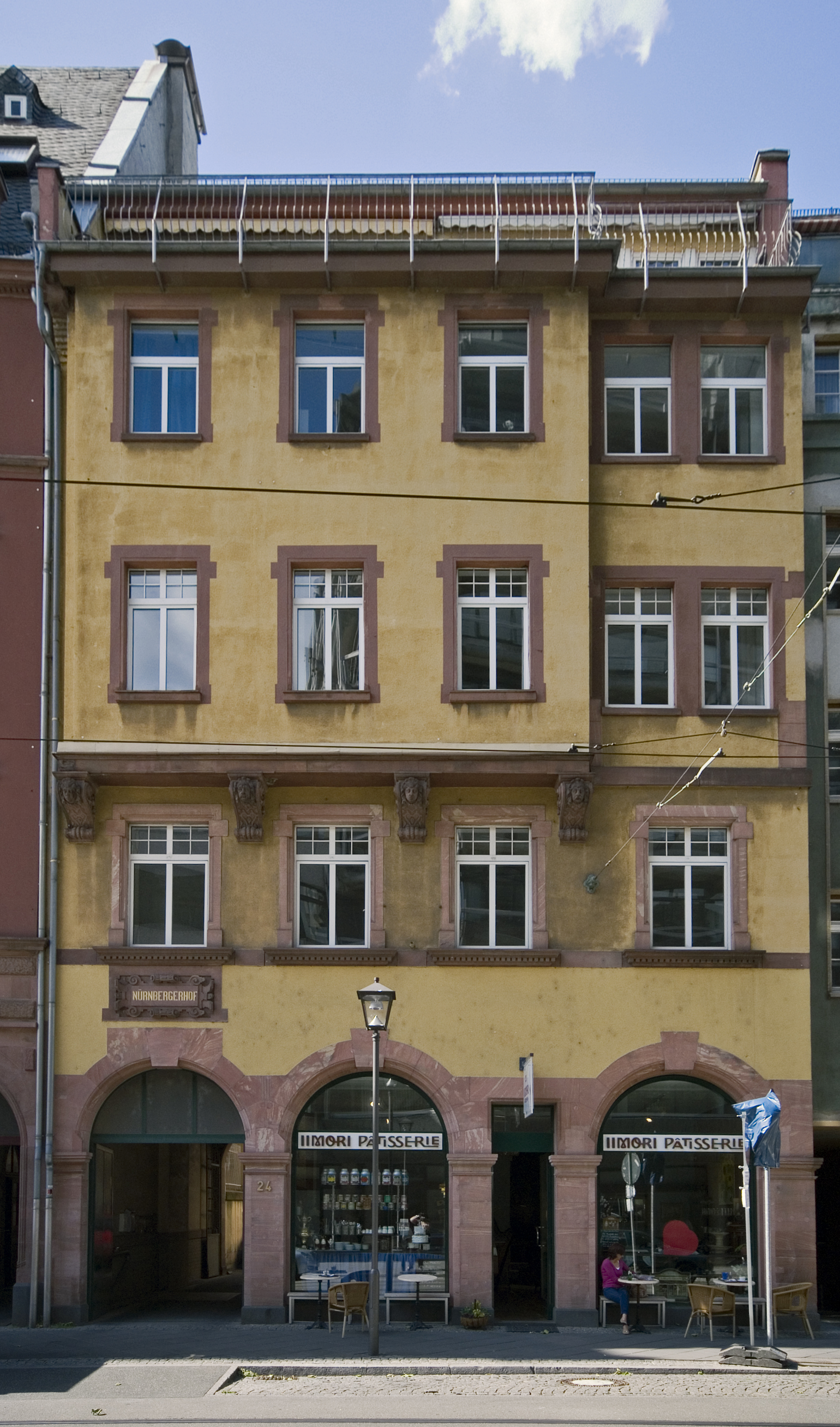
Haus Braubachstraße 24
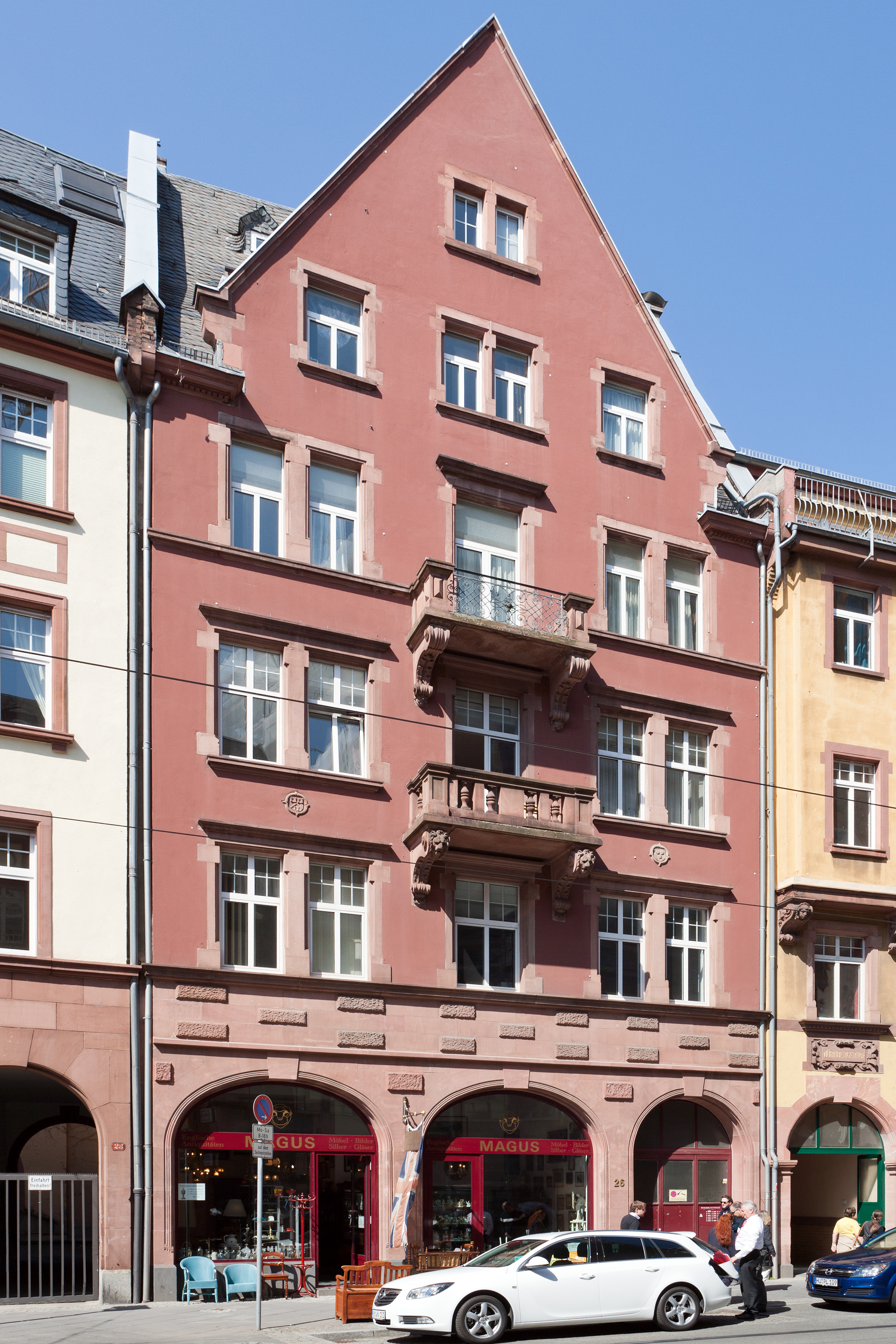
Haus Braubachstraße 26
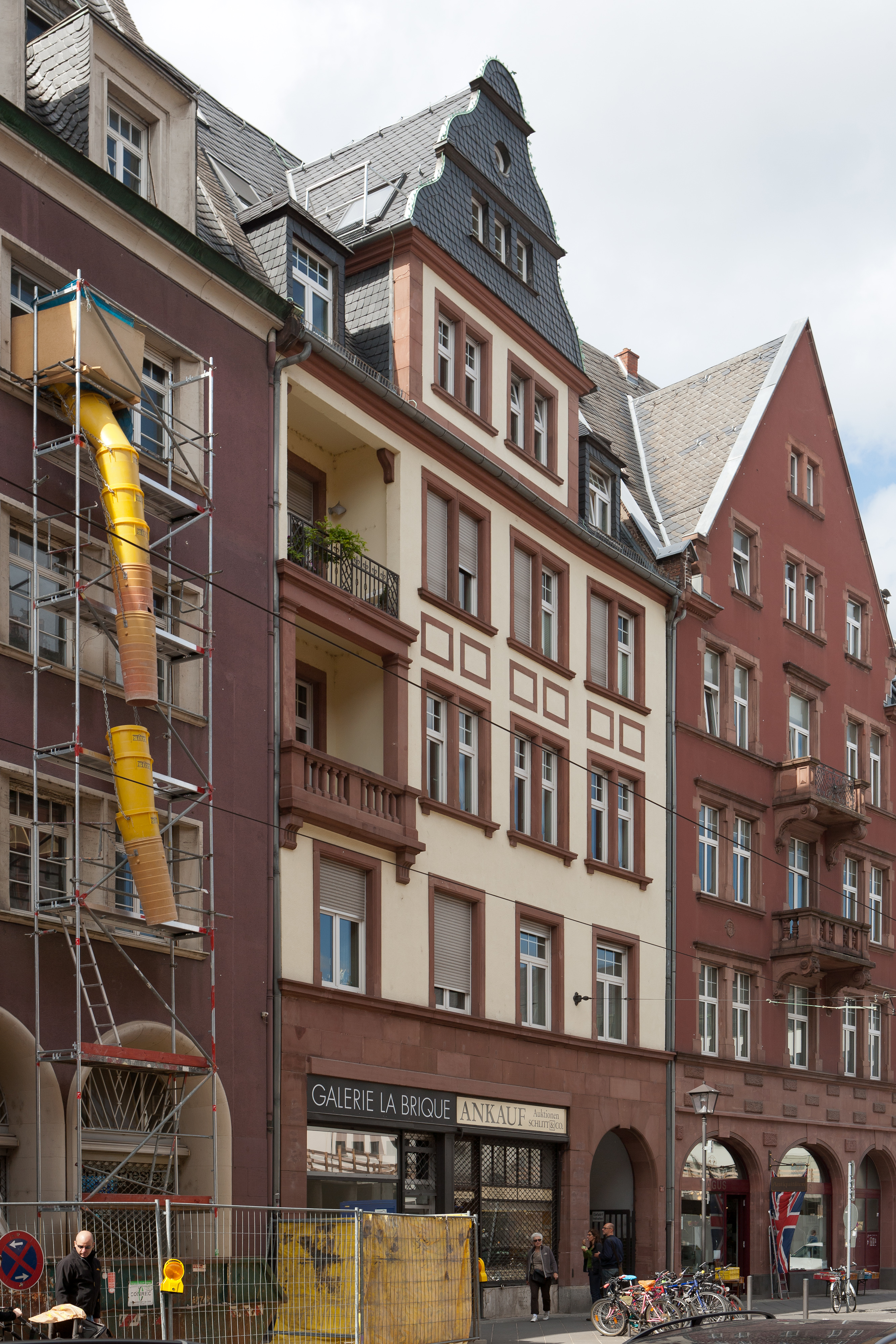
Haus Braubachstraße 28